# Фаунтин Вали (Калифорнија)
Фаунтин Вали (енгл. Fountain Valley) град је у америчкој савезној држави Калифорнија. По попису становништва из 2010. у њему је живело 55.313 становника.

## Демографија
Према попису становништва из 2010. у граду је живело 55.313 становника, што је 335 (0,6%) становника више него 2000. године.
| Група             | 2000.          | 2010.          |
| Белци             | 32.144 (58,5%) | 27.234 (49,2%) |
| Афроамериканци    | 611 (1,1%)     | 510 (0,9%)     |
| Азијати           | 14.165 (25,8%) | 18.418 (33,3%) |
| Хиспаноамериканци | 5.870 (10,7%)  | 7.250 (13,1%)  |
| Укупно            | 54.978         | 55.313         |